# Istituto omeopatico italiano
L'Istituto omeopatico italiano fu fondato, a Torino, nel 1871 da un gruppo di medici omeopatici italiani (poi registrato con atto notarile nel 1883), con lo scopo di aprire degli ambulatori pubblici omeopatici nelle principali città italiane, di pubblicare un periodico trimestrale e di stabilire dei premi annuali per incoraggiare le conoscenze omeopatiche e le ricerche cliniche.

## Storia
L'istituto, con Regio Decreto del 24 gennaio 1886, veniva eretto in Ente morale, acquisendo così la facoltà di possedere e di accettare donazioni, lasciti, ecc. Cosicché il primo giugno 1890, a seguito di acquisizioni di immobili siti in via dell'Orto Botanico 16 (poi intitolata a Cesare Lombroso, il quale collaborò attivamente con l'Istituto) a Torino, venne inaugurato l'Ospedale omeopatico di Torino, unico in Italia, che per decenni è stato un riferimento per i pazienti omeopatici. L'ospedale forniva cure gratuite ai suoi pazienti ed era sostenuto da donazioni. Arrivò alla propria capienza massima nel 1936, con 26 posti letto. Al fianco dei medici prestavano il loro servizio le suore vincenziane. Nella struttura erano presenti una sala operatoria, una farmacia (gestita dal 1860 dall'omeopata Pietro Arnulfi in Via della Provvidenza, l'attuale Via XX Settembre e poi trasferita nell'ospedale, i cui arredi sono ora ospitati all'Archivio Storico della Città di Torino ) e un ambulatorio che curava gratuitamente i pazienti poveri. Nel 1940 cessò di operare come ospedale omeopatico e proseguì la propria attività come cronicario specializzato in geriatria, fino alla chiusura avvenuta nel 1984. 